# Diretmoides
Diretmoides – rodzaj ryb z rodziny Diretmidae.

## Klasyfikacja
Gatunki zaliczane do tego rodzaju:
- Diretmoides pauciradiatus
- Diretmoides veriginae